# Digitax Automotive Electronics
La Digitax Automotive Electronics lavora nel settore dell’Automotive computing ed è oggi leader mondiale di questo settore . La sua sede centrale è a Porto Recanati, con altre cinque sedi operative in Germania, Isole Mauritius, Paesi Bassi, Spagna e Regno Unito.